# 마이 베스트 프렌드 (영화)
《마이 베스트 프렌드》(Mon Meilleur Ami, My Best Friend)는 프랑스에서 제작된 파트리스 르꽁트 감독의 2006년 코미디 영화이다. 다니엘 오떼유 등이 주연으로 출연하였고 올리비에 델보스크 등이 제작에 참여하였다.

## 출연

### 주연
- 다니엘 오떼유
- 대니 분

### 조연
- 줄리 가예트
- 줄리 뒤랑
- 앙리 가르생
- 자크 매두
- 마리 필렛
- 자크 스피에저

## 기타
- 원작자: 올리비에 다자